# Gymnelema imitata
Gymnelema imitata är en fjärilsart som beskrevs av Antonius Johannes Theodorus Janse 1917. Gymnelema imitata ingår i släktet Gymnelema och familjen säckspinnare. Inga underarter finns listade i Catalogue of Life.